# Maquis des Vosges
Le maquis vosgien est né de l'organisation et de l'unification des différents réseaux de la résistance dans les Vosges ; cette unification est contemporaine de la création du C.N.R. (Conseil national de la Résistance créé le 27 mai 1943).

## Organisation de la résistance dans les Vosges
Les premiers mouvements de résistance vosgiens restent mal connus. En effet les chaînes de "passeurs" avec l'Alsace s'étaient mises en place spontanément à partir des bonnes volontés locales et sans direction hiérarchique. En périphérie des administrations, de futurs membres OCM et le petit groupe Défense de la Patrie (plus tard intégré à CDLR) avaient initié des contacts avec les services secrets de l'armée d'armistice dès 1940 (mission DERRINGER). L'historique a été rédigé à la Libération par les survivants et surtout par les anciens CDLR, réseau plus tardif mais non démantelé, qui ont souvent privilégié leur point de vue.
Au début de l'année 1943, il existait dans les Vosges plusieurs mouvements de résistance. Les principaux étaient :
1. Ceux de la Résistance (CDLR) organisé dans la région Neufchâteau-Mirecourt ; ce mouvement prenait également en charge le Noyautage des administrations publiques (NAP) ;
2. les correspondants des services spéciaux de l'armée d'armistice, dans la région de Saint-Dié-des-Vosges, mouvement qui se ralliera plus tard à l'Organisation de résistance de l'Armée (ORA) ;
3. l'Organisation civile et militaire (OCM) qui est essentiellement une organisation de cadres (d'après CDLR : en réalité ce mouvement était largement dominant jusqu'aux arrestations de 1943) et qui couvre la région Remiremont, Plombières-les-Bains, Bains-les-Bains et Saint-Dié ;
4. le mouvement Lorraine qui est à l'origine une organisation nancéienne mais qui dispose d'antennes dans les Vosges ; ce mouvement conclura secondairement un accord militaire avec le CDLR ;
5. Libération-Nord s'était donné comme mission de faire évader les prisonniers ;
6. le Front national progressivement noyé dans le mouvement Francs-tireurs et partisans français (FTPF).

La résistance s'est alors organisée administrativement en quatre groupements :
- le premier groupement, incluant les secteurs de Neufchâteau, Châtenois, Mirecourt et Vittel était commandé par Grandjean, alias René et c'est au sein de ce premier groupement que s'est formé le premier maquis des Vosges, dans la forêt de Lamarche, entre Martigny et Robécourt, au lieu-dit le Camp de la Délivrance (où avaient eu lieu des combats de francs-tireurs en 1870). Le responsable local en était Arburger et il était aidé pour en assurer l'intendance par le Guinéen Addi Bâ, par le Soudanais Adama et par le commis fromager Picard. Le chef de la résistance à Vittel-Ville se nommait Edouard Thomas[1],[2].
- le deuxième groupement est dirigé par Lucien Méline et, après son arrestation, par le commandant Delafenêtre ; il a en mains les secteurs d'Épinal, Dompaire, Charmes, Rambervillers et Bains.
- le troisième groupement est au nord-est du département et couvre la région de Saint-Dié ; à sa tête, le pasteur Valet dit capitaine Jouvet.
- le quatrième groupement s'étend de Corcieux au Thillot et de Docelles à Gérardmer mais également sur la zone de Faucogney en Haute-Saône et celle de Thann en Alsace. Il est dirigé par le commandant Gonand connu sous le nom de Lucien[3].

## Liste des maquis du département des Vosges
- Ier groupement
  - Maquis de Bulgnéville : La Vacheresse, Urville, St-Ouen, Robécourt, Contrexéville.
  - Maquis de Liffol-le-Grand : Bois de la Vendue, Bazoilles.
  - Maquis de Vaudeville : Coussey.
  - Maquis de la forêt de Neufeys : Neufchâteau, Bourlémont.
  - Maquis de Châtenois.
  - Maquis du Mont St-Jean : Vittel.
  - Maquis de Mirecourt : « La Chouette », de la ferme de la Malhaye, du Haut de Recon, du Haut du Chia.
  - Maquis du Camp de la Délivrance : Lamarche (1er maquis vosgien).
- IIe groupement
  - Maquis de la Cense (Rambervillers).
  - Maquis de Charmes (en liaison avec le 1er groupe Lorraine).
  - Maquis de Châtel.
  - Maquis de la Forêt du Terne.
  - Maquis du Morillon.
  - Maquis de Grandrupt.
  - Maquis de Xertigny.
  - Maquis de St-Nabord.
  - Maquis du Haut-du-Bois (Éloyes)[4].
- IIIe groupement
  - Maquis de la Charme de l'Ormont (Tendon) devenu le maquis de la Chapelotte, en limite du IVe groupement.
  - Maquis de la Chapelotte (la Tête des Hérins et le Jardin David puis replié à Viombois en Meurthe-et-Moselle).
  - Maquis de Châtas qui prendra différents noms : de la Grande-Fosse, de Grimaubois, du Col du Las, de Grandrupt, de La Petite-Raon, de la Roche Mère Henry.
  - Maquis de Lordon (Lusse).
  - Maquis de Fouchifol (Coinches) qui se repliera sur le Haut de Steige.
- IVe groupement
  - Maquis de la Charme de l'Ormont (Tendon).
  - Maquis de Corcieux, secondairement sur la commune de La Chapelle.
  - Maquis de Malanrupt (Beauménil).
  - Maquis de Noiregoutte (Rochesson).
  - Maquis de la Piquante Pierre (Basse-sur-le-Rupt).
  - Maquis du Peut Haut (Camp Kœnig).
  - Maquis des Roches de Morteville (Saint-Maurice).
  - Maquis St-Jacques de Gérardmer.
  - Maquis du Séchenat (Camp Louis).
  - Maquis du Haut-du-Them (hors du département, en Haute-Saône).
  - Maquis des Beuchots à Ternuay (hors du département, en Haute-Saône).
  - Maquis du Pleinet à Ronchamp (hors du département, en Haute-Saône).
  - Maquis de Beulotte-Saint-Laurent (hors du département, en Haute-Saône).

Chaque maquis disposait de un ou plusieurs terrains destinés à recevoir des parachutages, certains destinés aux parachutages de jour, d'autres aux parachutages de nuit.
Ces terrains étaient dotés d'un nom de code et d'un signalement, soit sous forme d'une phrase codée soit d'une seule lettre afin que le maquis puisse être prévenu de l'imminence d'un parachutage ou de matériel ou d'hommes.
À titre d'exemple, au sein du IVe groupement, le maquis de la Piquante Pierre disposait d'un terrain situé à Basse-sur-le-Rupt ; ce terrain portait le nom de code terrain Coupole et était destiné aux parachutages de nuit. Son code radio était : J'espère vous revoir chérie ou la lettre U.

## Les maquis restés célèbres
Les différents maquis étaient en attente de l'ordre de se mettre en action qui devait émaner du commandement des Forces Alliées.
Dans l'esprit du commandement, le rôle principal des maquis était de préparer l'arrivée des Forces Alliées en occupant des postes clés et en particulier les ponts, et en empêchant les forces allemandes de se regrouper en provoquant des actions dispersées sur le territoire vosgien.
Alors que la IIIe armée américaine commence son offensive en direction des Vosges, la majorité des forces de sécurité du Reich est rassemblée dans les Vosges, en majorité à Bruyères ; le 5 septembre 1944, Heinrich Himmler fera même une courte visite à Gerardmer pour donner ses ordres aux responsables de la Wehrmacht et des S.S., et particulièrement d'intensifier la lutte contre les maquis (opération Waldfest).
Ceci explique très probablement l'action ciblée sur les maquis, qui se développe à partir de cet instant.

### Le maquis de Charmes
Sous la dénomination « Maquis de Charmes », on désigne un groupe de maquisards constitué du Groupe Lorraine 42.
À ses débuts, en 1940, c'est une poignée d'hommes réunis à Vigneulles ; ils se donnent comme mission d'aider les prisonniers évadés, les aviateurs alliés abattus et de créer des caches d'armes. Ce groupe prend alors pour nom: Groupe d'Estiennes d'Orves.
En 1942, les réfractaires au STO viennent étoffer ce groupe ; lors d'une réunion des conscrits de la classe 42, le groupe prend le nom de Groupe Lorraine 42.
Il prend rapidement contact avec l'Intelligence Service et se voit chargé de différentes missions de sabotage et de renseignement.
En 1944, plusieurs parachutages à Saint-Rémy-aux-Bois et à Le-Ménil-Mitry permettent d'armer le maquis.
Ce maquis participera à différents combats en Lorraine et en particulier à Charmes, mais participera également aux combats pour la libération de la poche de Royan, le 14 avril 1945.
Après le débarquement des alliés, les habitants de Charmes s'inquiètent de la possibilité de bombardements sur les deux points particulièrement sensibles de la ville:
- l'usine Junkers ;
- le pont de la Moselle, passage obligatoire des troupes allemandes en retraite.

Le 16 août 1944, le groupe de résistants est rassemblé près de Saint-Rémi, mis à part deux habitants de Charmes qui ont rejoint une section de Meurthe-et-Moselle qui est basée sur les Côtes de Sion. L'état-major est assisté de deux officiers parachutés, un Anglais, le lieutenant Archibald et un Américain, le lieutenant Mike ; ils sont chargés des relations avec Londres.
Ce groupe de résistants est responsable de nombreux sabotages :
- destruction d'une station de pompage pour l'alimentation en eau des trains ;
- attaque d'un train de l'armée allemande au pont de Langley ;
- dynamitage d'un déversoir du canal de l'Est, mettant de ce fait en arrêt les bancs d'essais de l'usine Junkers.

Le 1er septembre 1944, un capitaine des sections d'assauts accompagné de miliciens vient demander au secrétaire de mairie «la liste des terroristes de Charmes». En l'absence de réponse, il affirme revenir le lendemain pour arrêter le maire et le secrétaire de mairie. Le maire, M. Breton, prévenu, en informe le maquis. Ceux de Charmes pensent que toute action serait prématurée, c'est donc un groupe de Meurthe-et-Moselle qui met au point un plan d'action pour attaquer cet officier et ses miliciens à leur retour. Les maquisards pensent courir peu de risques, car les Alliés sont réputés être à Pont-sur-Madon.
L'action n'aura pas lieu, car les Allemands se retirent de Charmes, et les FFI et le maquis occupent la ville le 2 septembre 1944 dans la liesse générale.
Le 3 septembre 1944 avant le lever du jour, la population entend les premiers coups de feu : les FFI tirent sur les voitures allemandes qui passent sur la route principale. Un feldgendarme est tué et les autres occupants quittent les voitures pour donner l'alarme.
Dans l'après-midi, les Allemands reviennent. La ville est défendue par une centaine de FFI, et malgré leur peu d'armement, ils tiennent tête, et les Allemands se replient vers Portieux.
Le 4 septembre 1944 sera une journée d'accalmie, mais les carpiniens s'inquiètent de ne pas voir arriver les alliés.
L'attaque de la ville par les Allemands aura lieu dans le courant de la nuit du 4 au 5. Ils arrivent en nombre et les FFI cèdent progressivement le terrain. Au fur et à mesure de leur progression, les Allemands pénètrent dans les maisons et fusillent à plusieurs reprises des occupants qui ne prennent aucune part au combat.
Finalement, la ville est entièrement reprise par les occupants.
Le 5 septembre 1944 au matin, les Allemands installent des canons le long de la rive droite de la Moselle. Le maire, inquiet d'éventuelles représailles, obtient d'un officier allemand la promesse qu'aucune action de vengeance ne sera entreprise contre la ville.
Au prétexte qu'un des leurs a été tué par un coup de feu en provenance de la ville, alors qu'il traversait le pont, les Allemands commencent à bombarder la ville à partir de 14 h. Jusqu'à 16 h 30, des centaines d'obus vont s'abattre sur la ville.
À l'arrêt du bombardement, les Allemands font sortir en force les habitants qui s'étaient réfugiés dans les caves et incendient les maisons qui n'ont pas été atteintes. Les 2/3 de la ville et la moitié du centre ville sont en ruines ; des rues entières ont disparu et plus de 200 immeubles ont été détruits.
La population qui a été expulsée des caves est rassemblée en deux lieux différents : les hommes d'un côté et les femmes et les enfants de l'autre.
Parmi les hommes, 160 seront pris en otage dont le maire Henri Breton, 76 ans, qui demande à accompagner ses concitoyens.
Le soir même à 21 h, ils seront évacués par camions ; ainsi commencera leur voyage vers les camps de concentration.
Il y aura 94 morts dans les camps.

### Le maquis de Viombois
Au début de mois de mai 1944, deux agents de liaison (Roger Gérard et Louis Schmieder) informent le PC de la résistance alsacienne, installée dans la région de Lyon qu'il existe un embryon de maquis (sept hommes) près du col de la Chapelotte Le commandant Marceau est désigné pour les prendre en charge et créer à partir de ce petit noyau, le Groupe Mobile d'Alsace-Vosges (GMA-Vosges). Après départ des éléments les moins motivés, quatre hommes constitueront l'embryon de la 1re centurie qui participera à toutes les actions du groupement et en particulier à la « bataille » de la ferme de Viombois située sur le territoire de Neufmaisons. Ce petit groupe s'installe à la cote 722, au-dessus de Vexaincourt, près de la Fontaine Colas Lorrain.
Très vite, ce maquis va s'étoffer (comme tout au long de l'existence du GMA-Vosges), ce qui pose des problèmes d'intendance. Les nouvelles recrues sont d'origines diverses : Russes, Polonais, Tchèques évadés d'Allemagne, mais aussi des volontaires des villages avoisinants, souvent réfractaires au STO. Leur nombre est vite suffisant pour créer une 1re centurie commandée par le sous-lieutenant Jean-Serge, puis une 2e centurie, commandée par Lefranc alias Félix. Parmi ces arrivants il y aura quelques individus « louches » ; le 1er juillet 1944, ils devront exécuter un autrichien qui s'était fait passer pour un déserteur et qui en fait était un agent de renseignement de la Gestapo chargé d'infiltrer le maquis.
Le vendredi 11 juillet 1944, le maquis est prévenu qu'un parachutage doit avoir lieu à la clairière du Bois du Mont, à l'est de La Petite-Raon (terrain Anatomie). Outre des armes, ils doivent recevoir l'appui d'un Jedburgh (un jed est un groupe de trois hommes chargé de la coordination des FFI, en relation avec l'état major allié) et des éléments précurseurs d'un commando-parachutiste du SAS dans le cadre de la mise en place de l'opération Loyton, soit 12 hommes. Le message, répété aux heures prévues, était : De Manicoco à Bamboula, l'abbé Pellegrin visitera ce soir l'anatomie de Bamboula. En fait, le parachutage n'aura lieu que le lendemain et le GMA-Vosges recevra de quoi équiper 120 hommes, soit la 1re centurie et quelques éléments de la 2e.
Régulièrement, le maquis est prévenu des projets d'attaque des Allemands et devra à chaque fois changer de camp : la première évacuation aura lieu le 20 juillet et il s'installera au col des Hérins. Il a en fait le soutien de la majeure partie de la population, à tel point que cinq hommes se permettront d'assister à la messe du 15 août en tenue et en armes.
Le parachutage étant parfaitement visible depuis la douane allemande du col du Hantz, ceux-ci organisent depuis Strasbourg une grande action de ratissage : Aktion Plainestal. Côté vosgien le général von Kirchbach (Feldko. Epinal) s'installe à Allarmont. Contrairement à diverses affirmation, aucune troupe Waffen-SS ne participe à cette opération. Le 16 août, embuscade sur une corvée de ravitaillement, survol du maquis par des avions allemands, d'abord un Fieseler Storch puis un bimoteur Heinkel en mission photographique. Les troupes allemandes de la 405. EuA Div (Wehrmacht) arrivent en force d'Alsace par le col de Prayé, occupent Moussey, la Petite-Raon, la vallée de Celles-sur-Plaine, Raon-sur-Plaine, Vexaincourt, Allarmont, coupent les routes à Senones et Moyenmoutier. Des contingents sont positionnés au Lac de la Maix, au Haut du Bon Dieu et au Jardin David.
La 2e centurie installée alors à la Fontaine des Colas (ancien camp de la 1re centurie), bien que renforcée par les SAS, est taillée en pièces le 17 août 1944, prise dans une embuscade. Plusieurs commandos SAS et le radio du Jed Jacob sont capturés. Le 19 août, les cadres du maquis sont sûrs d'avoir été repérés lorsqu'ils localisent une patrouille de surveillance qui à l'aide de jumelles espionne le camp. Ils donnent donc l'ordre à la 1re centurie de décrocher et de se rendre aux Roches de Vohné à la cote 522. Là, le maquis continue à s'étoffer ; les nouvelles recrues sont peu appréciées, « ceux de la dernière heure qui viennent se blanchir dans la résistance ». Parmi ceux-ci, on trouve un certain lieutenant Henry : on apprendra à la libération qu'il avait été un responsable de la Milice de Clermont-Ferrand sous le pseudonyme de Rito. Avec son collègue Georges Guiot, il a très certainement sur ordres infiltré le maquis.
Le maquis reçoit à nouveau l'ordre de décrocher et de s'installer dans les bois proches de la ferme de La Pile. Les nouvelles recrues arrivent toujours (environ 300 en quelques jours) et tous ces nouveaux sont sans arme.
Dans la nuit du 30 août un nouveau parachutage a lieu au terrain La Pédale ; ce sont cinq parachutistes du 2e Régiment SAS qui sont largués, avec leur chef de corps, un adjoint et un officier français, le commandant Henri Derringer qui doit assister le délégué militaire pour l'Alsace Bourgeois alias Maximum. Il reçoit l'ordre de prendre le commandement en phase opérationnelle du GMA-Vosges.
Un nouveau parachutage doit avoir lieu au terrain La Pédale dans la nuit du 3 septembre (message : le beau pré est trop long neuf fois); il doit comporter essentiellement des armes. Le maquis quasiment au complet l'attend à proximité. Mais le parachutage est reporté de 24 heures car les avions ne peuvent pas décoller d'Angleterre pour cause de mauvais temps.
La majeure partie du maquis se repliera alors en attendant sur la ferme de Viombois au lieu-dit Haut de Viombois.
Le 4 septembre, il y aura de nombreuses altercations avec de petits groupes d'Allemands qui transitent dans le secteur. En effet, deux trains de Jeunesses hitlériennes viennent de débarquer et doivent aménager une ligne de défense. Le maquis capture bruyamment quelques JH, leurs cantinières ce qui avertit les Allemands de la présence de « terroristes ». À 13h30 les Allemands (la Wehrmacht et des éléments de la Luftwaffe) lancent le 1er assaut sérieux (il y a toujours entre 600 et 700 personnes qui ne sont pas armées !) qui est repoussé par les hommes aguerris de la 1re centurie. Un 2e assaut sera vite repoussé, puis un 3e vers 19h30 (un groupe d'Allemands arrivés en rampant, la baïonnette au canon). À 20h55, un nouveau groupe d'une douzaine d'hommes repasse à l'attaque et sera également repoussé. Toutes ces actions se passent dans une ambiance de fusillade continue. À 21h10, les Allemands tirent une fusée verte ; les combats cessent aussitôt et les troupes allemandes se retirent.
Bilan de cette journée (d'après René Ricatte alias lieutenant Jean-Serge et les chefs du GMA-Vosges, version « officielle » fortement contestée):
- 30 000 cartouches tirées par le maquis ;
- 134 morts et 182 blessés du côté allemand ;
- 57 tués du côté du maquis.

Le nombre des maquisards tués fait consensus, trois restent à identifier (travaux Liliane Jérome). Par contre, l'ampleur réelle de la « bataille » est très fortement contestée par les derniers témoins, « sans grades »" (ex : Oscar Gérard alias Mas) et surtout par les recherches de l'historien Jean-Michel Adenot qui a rassemblé trois rapports allemands distincts et inédits. Les assaillants étaient principalement des jeunes recrues du 91. Flieger Regiment de la Luftwaffe (au maximum 200, peut-être du seul 1er bataillon) assistés par quatre cadres du FAK 313. Commandés par un simple sous-lieutenant, leurs pertes sont minimes. Seulement 4 morts du 91. Fl. Rgt. sont identifiés à ce jour. Un accrochage avait eu lieu fortuitement à la Verdurette avec une patrouille du régiment Blum (A/V, Wehrmacht) tuant le sergent Pieper. Par ailleurs, au moins un Jeunesse hitlérienne de 15 ans a été tué, certainement par une balle perdue. Seuls 8 morts allemands sont comptabilisés à ce jour (5 militaires, 2 HJ, 1 Politischer Leiter accompagnant les JH). Enfin ces travaux démontrent l'absence de trahison et le côté fortuit de l'engagement : les jeunes recrues de la Luftwaffe furent appelées afin de tenter de libérer des cantinières et des HJ bruyamment capturés par le maquis.
La nuit suivante, le parachutage qui était prévu à La Pédale n'aura pas lieu ; les avions tournent et repartent, le terrain n'ayant pas été balisé par manque de personnel...
Dès le lendemain, les Allemands perquisitionnent tous les environs, aidés en cela par des dénonciations, à la recherche des individus ayant aidé les maquisards. Il y aura de nombreuses exécutions et déportations.
Le maquis, incapable de s'organiser sur le plan intendance et conscient de l'impossibilité de réaliser ses plans militaires décide la dispersion. Les arrivés des derniers jours retournent souvent dans leur famille, d'autres tentent de rejoindre d'autres maquis, et certains réussissent à traverser les lignes allemandes et rejoindre les alliés (le général Philippe Leclerc de Hauteclocque est à une dizaine de kilomètres de là) ; c'est le cas en particulier du lieutenant Jean-Serge.
Le bilan officiel, établi par les responsables du GMA-Vosges fait état de la présence de 832 hommes à Viombois dont seulement 150 étaient armés, de 57 tués à Viombois dont 52 à la ferme même et de 150 morts au total pour le GMA (accrochages, fusillés, déportés morts en déportation ou dans les suites immédiates).
Pour un article plus général, voir Groupes mobiles d'Alsace.

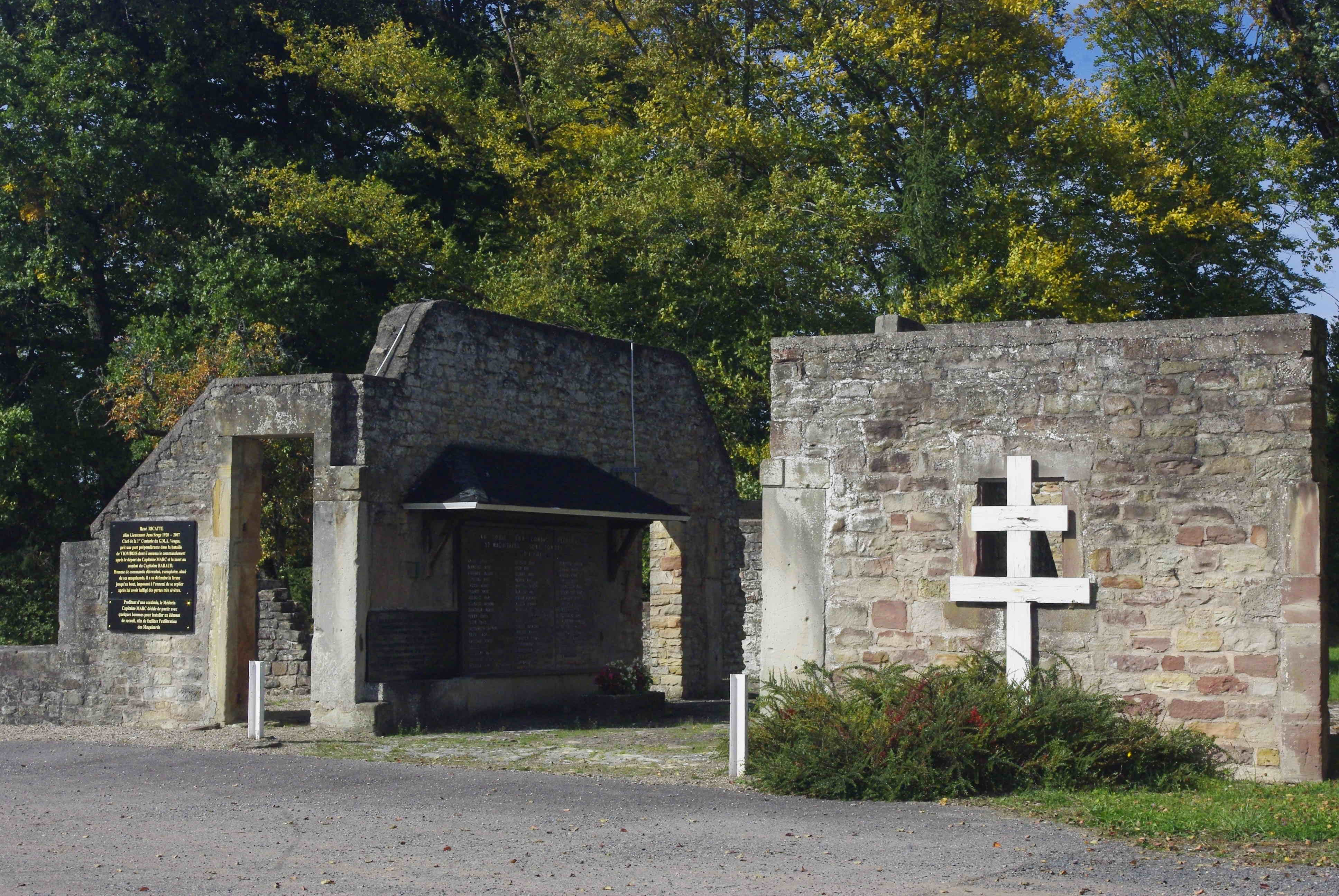
Façade la ferme de Viombois et croix de Lorraine commémorative.
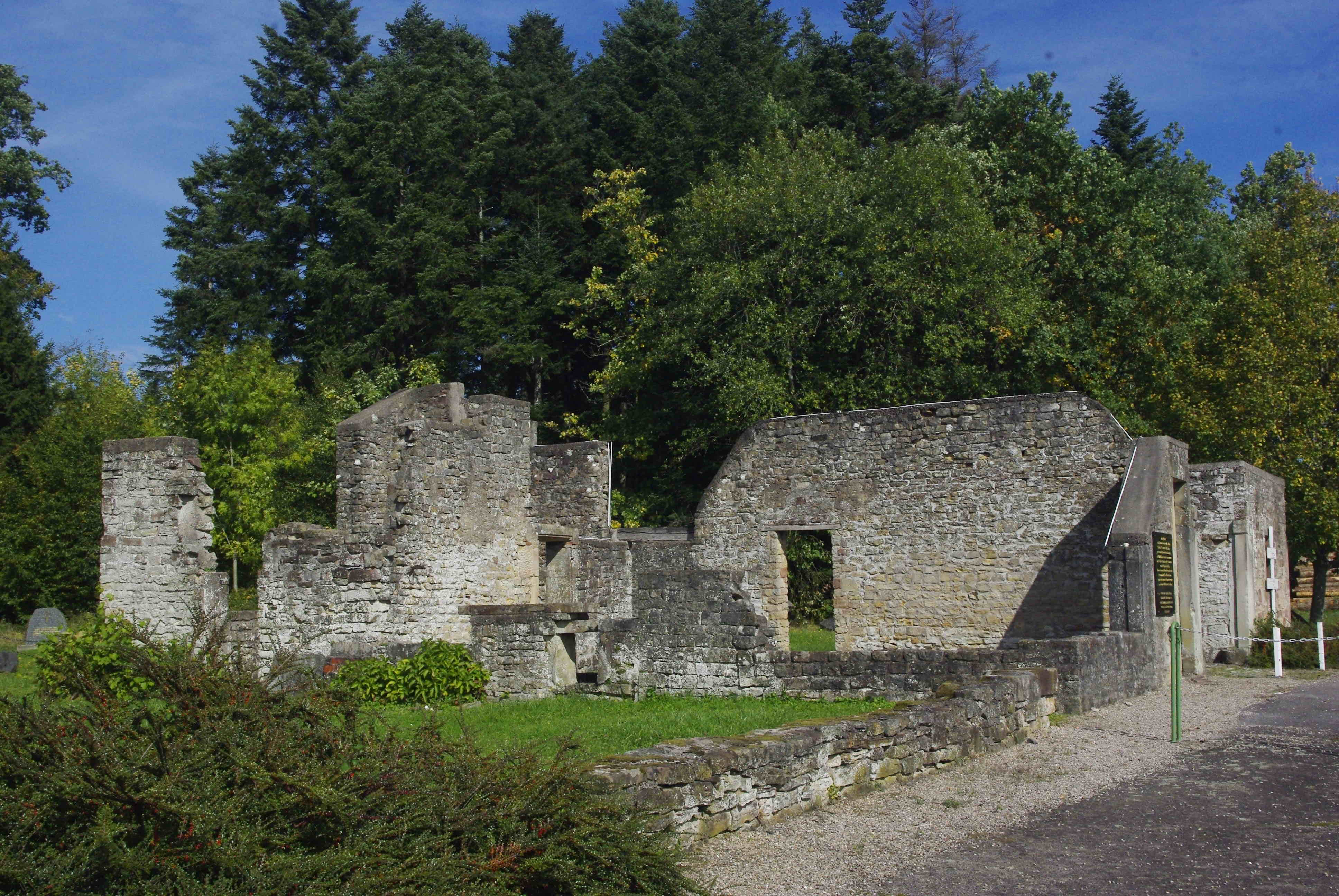
Ruines de la ferme de Viombois (vue générale).
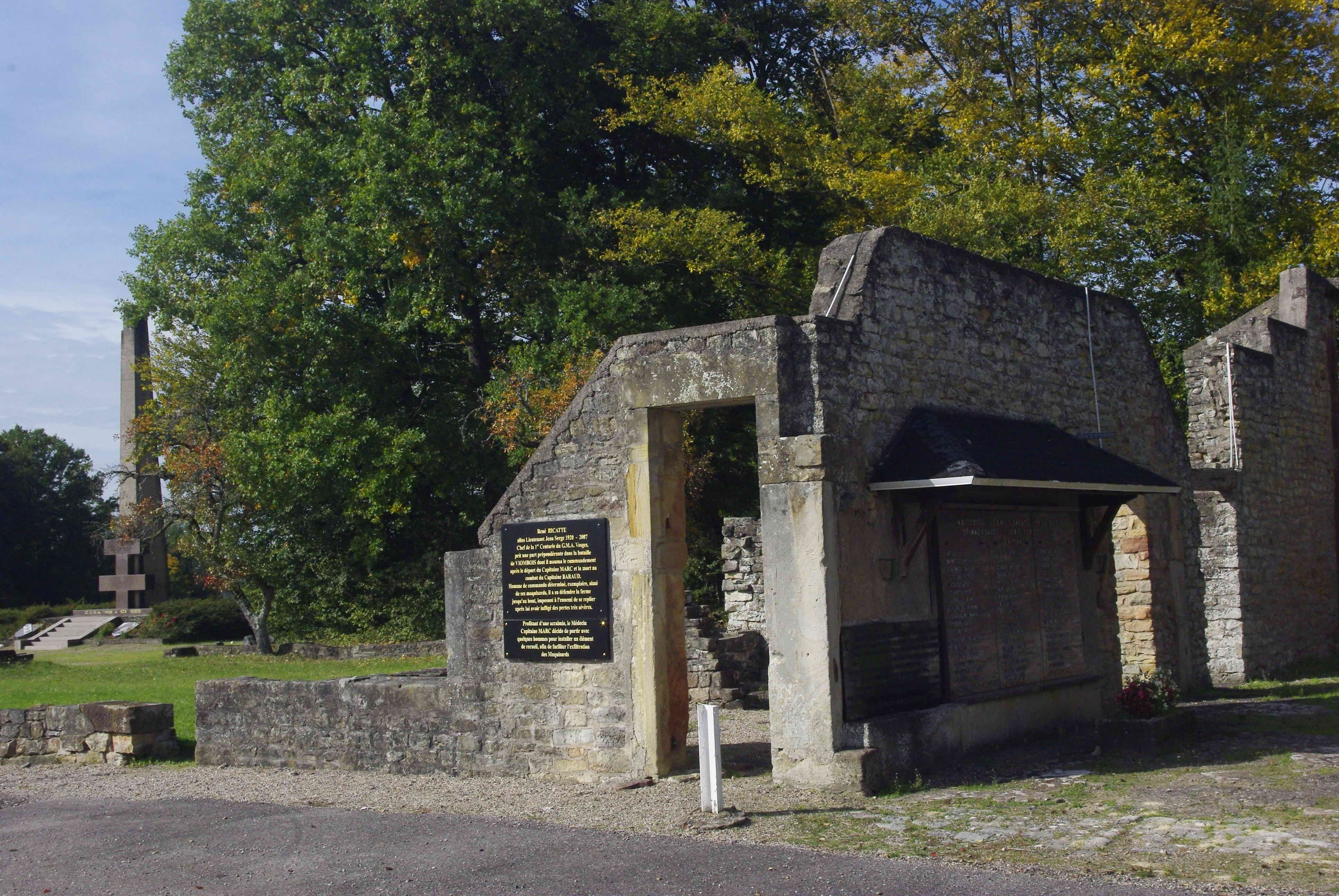
Ruines de la ferme de Viombois et obélisque commémoratif en arrière plan.
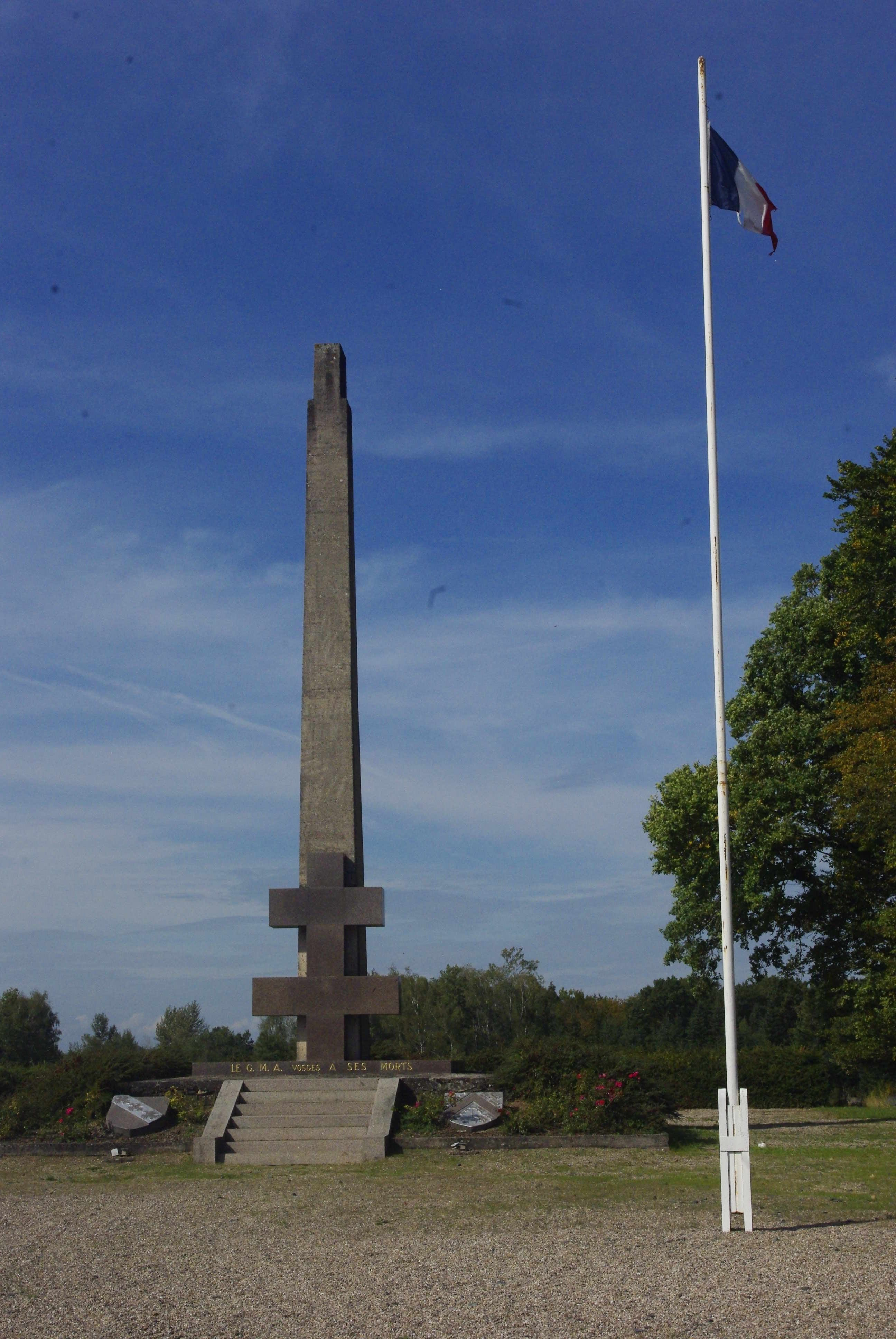
Obélisque du souvenir.

### Le maquis deGrandrupt
Depuis la fin de l'année 1943, par contact de proche en proche, la Résistance avait créé une véritable organisation militaire.
Les hommes qui la constituaient avaient de 17 à 45 ans en général ; ils étaient souvent des réfractaires au STO ou avaient eu maille à partir avec ceux qu'ils appelaient « les doryphores ». Quelle que soit la raison évoquée, ils étaient tous des patriotes nés dans des familles où la 1re guerre mondiale avait laissé un souvenir amer. S'y ajoutaient de petits groupes constitués de longue date, à l'image des Scouts de Mirecourt.
L'organisation était du modèle sizaine (6 hommes), trentaine et centaine, une centaine étant constituée de 4 trentaines soit environ 130 hommes si l'on tient compte de l'encadrement.
Tous ces hommes devaient se réunir par petits groupes en un lieu prévu de longue date dès réception d'un message émis par Radio Londres, message de préalerte à 13 heures et confirmation à 19 heures.
Le 27 août 1944, tous ces hommes entendent le message attendu: « L'impératrice a des cors aux pieds ».
De ces points de ralliement, les hommes sont pris en charge par des camions mis à disposition par une population tout à la cause de la résistance, et dirigés vers Grandrupt où rapidement le maquis s'organise.
Les Allemands étant en retraite, on ne prend aucune précaution et la maquis prend l'aspect d'un camp militaire en rase campagne« on aurait pu se croire à la foire de Poussay avant la guerre, aucune prudence».
Il semble que ce maquis ou tout au moins certaines centaines disposent d'un armement conséquent à la suite d'un récent parachutage ; la veille, le 6 septembre, avait eu lieu le parachutage d'un groupe du S.A.S. de l'Opération Loyton avec du matériel comprenant 2 (ou 3 ?) Jeep.
Le 3 septembre 1944, le maquis reçoit l'ordre de se déplacer en forêt du Morillon, située au nord de la Haute-Saône entre Hennezel et Pont-du-Bois; il y reste quatre jours jusqu'au 6 septembre 1944.
Le 5 septembre avait vu les premières arrestations du maquis de Grandrupt ; en effet, la Gestapo de Lyon s'était repliée sur Gérardmer et s'intéressait depuis quelque temps à ce maquis, probablement à la suite de dénonciations.
Ce sont deux officiers de liaison qui seront donc arrêtés en premier, Noirtin et Rozot.
 Noirtin sera fusillé et son corps sera retrouvé en septembre 1945 près de la Roche du Diable où une stèle a été érigée en bordure de route.
Selon certains témoignages, l'attitude de Rozot est ambigüe: on le verra en effet en grande discussion avec les Allemands lors de la reddition du maquis, et également en cours de captivité. Pour d'autres, au contraire, il aurait évité une attaque dévastatrice des forces allemandes obtenant la reddition du maquis et la promesse de traiter les maquisards en prisonniers de guerre, promesse qui ne sera pas tenue.
À la suite de ces arrestations, le maquis retourne à Grandrupt et certains diront : « On retourne dans la souricière. »
En effet, le maquis sera attaqué par les forces allemandes le 7 septembre 1944 au matin.
La défense s'organise, mais elle sera de courte durée.
Rapidement, les autorités allemandes posent un ultimatum : ou le maquis se rend, ou les habitants de Grandrupt et de Vioménil seront fusillés et les maisons rasées. Promesse est faite aux maquisards de les traiter en prisonniers de guerre.
Pour les maquisards dont beaucoup sont originaires de ces villages, le choix est fait, ils se rendent.
Il y aura 214 maquisards arrêtés à Grandrupt (216 pour certains, et 213 pour d'autres), qui ne seront malheureusement pas traités comme des prisonniers de guerre et seront pour la plupart transférés à Dachau.

### Le maquis de Noiregoutte

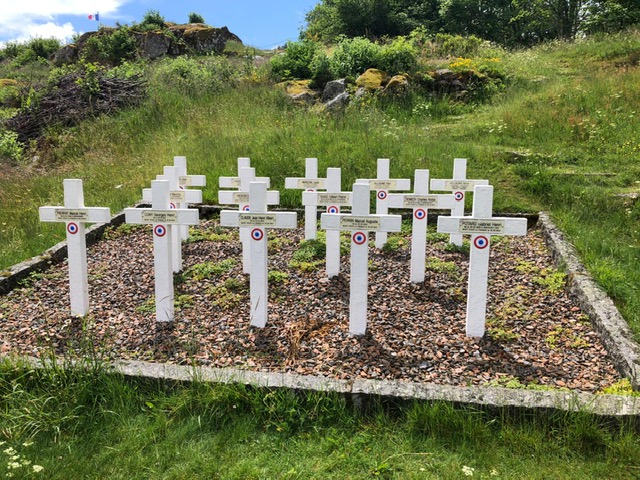
Croix funéraires des maquisards de Noiregoutte à la ferme de la Brayotte.

Le maquis de Noiregoutte sera armé à la suite du parachutage de matériel le 27 août 1944.
Ce maquis de Rochesson ne se situe qu'à 6 km de celui de la Piquante Pierre.
Il sera le premier maquis du IVe groupement à être attaqué par les forces allemandes.
Le 16 septembre 1944 au petit matin (5 h), les combats commencent. Le maquis compte 380 hommes et les Allemands sont en surnombre : le commandant Gonand dans son livre évalue l'effectif allemand à 1 000 hommes.
Très vite, les maquisards, dirigés par le lieutenant Mathis, doivent se retirer et prennent position à l'étang de Jemmenau-Faing et sur la chaume de Miaremont.
Ils rejoindront secondairement le maquis de la Piquante-Pierre.
On dénombre 14 tués chez les maquisards, 80 tués et plusieurs centaines de blessés du côté des forces allemandes. Toutefois, aucune recherche sérieuse n'apporte confirmation tant du nombre de morts allemands que de leur unité d'appartenance, ce qui permet de douter du bilan "officiel".

### Le maquis de la Piquante Pierre

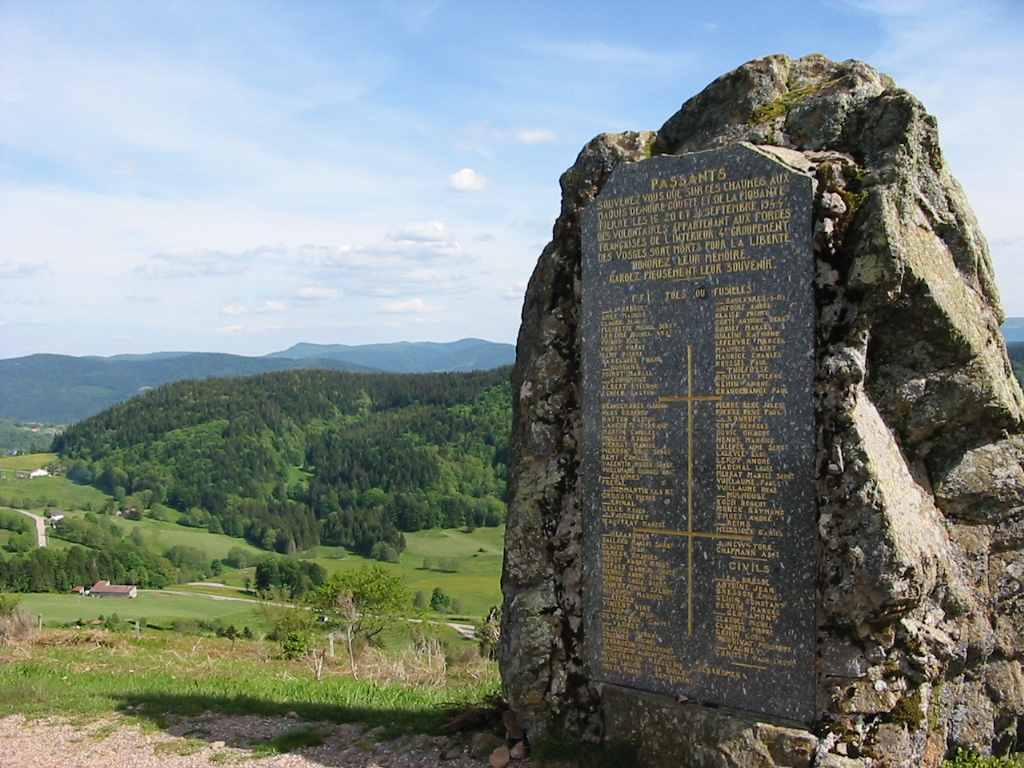
Monument des fusillés de la Résistance à la Piquante-Pierre

Le 27 août 1944, sur les ondes de la B.B.C. retentit le message : « J'espère vous revoir, chérie. »
Les vingt hommes permanents du maquis réceptionnent dans la nuit vers 1 h 30 les premiers parachutages d'armes.
Dès le lendemain, les renforts se présentent au col de la Croix des Moinats situé entre La Bresse et Vagney. Progressivement, le nombre de maquisards augmente ; il atteindra 1 300 hommes au moment de l'attaque du camp par les forces allemandes.
Les Allemands vont converger vers la Piquante Pierre dans la nuit du 19 au 20 septembre et attaquer le 20 dans un paysage baignant dans un brouillard intense. De ce fait, les attaquants ne peuvent pas attendre l'aide d'un éventuel renfort aérien.
Les attaques allemandes se répètent jusqu'à 18 heures sans que les positions des belligérants ne subissent de changement.
Dans la nuit suivante, la majeure partie du maquis décroche, ne laissant qu'une centaine de combattants à la Piquante Pierre. Ces derniers seront attaqués le lendemain, 21 septembre, mais réussiront à maintenir leur position. Ils décrocheront par la suite et rejoindront le gros des troupes.
Cette attaque a été un échec pour l'occupant : on compterait 480 morts du côté allemand contre 20 morts du côté des maquisards et 54 prisonniers. Mais le monument aux morts érigé à la Piquante-Pierre montre 73 noms de FFI et 10 noms de civils, tués ou fusillés les 16, 20 et 21 septembre. Pour ces combats également, l'absence de recherches probantes (unités indéterminées, aucun nom d'Allemand tué ...) ne permet pas de conclure définitivement. Le bilan des pertes allemandes reste indéterminé et très certainement bien inférieur aux estimations de l'après-guerre.

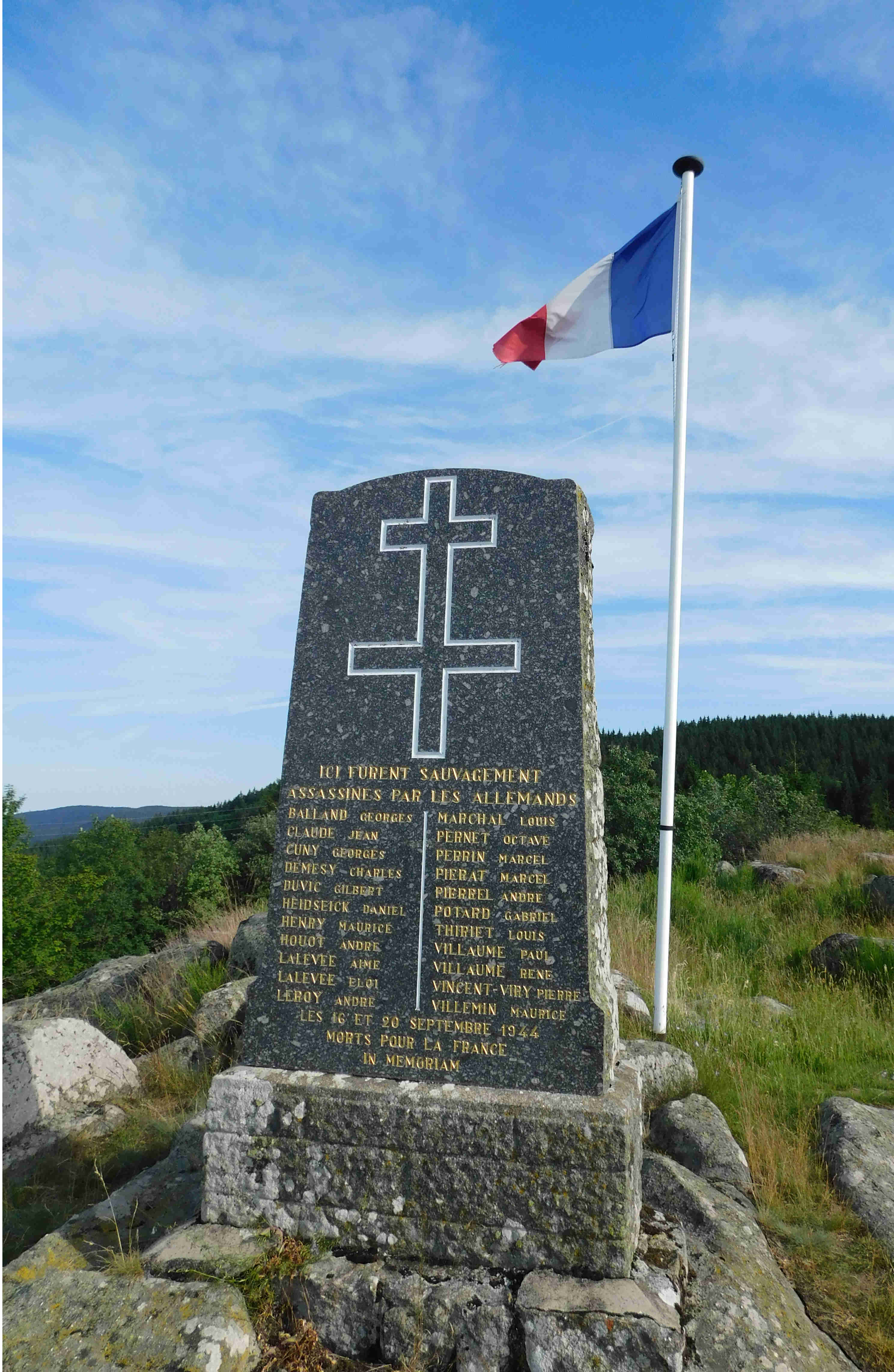
Monument à La Brayotte à la Bresse (88).
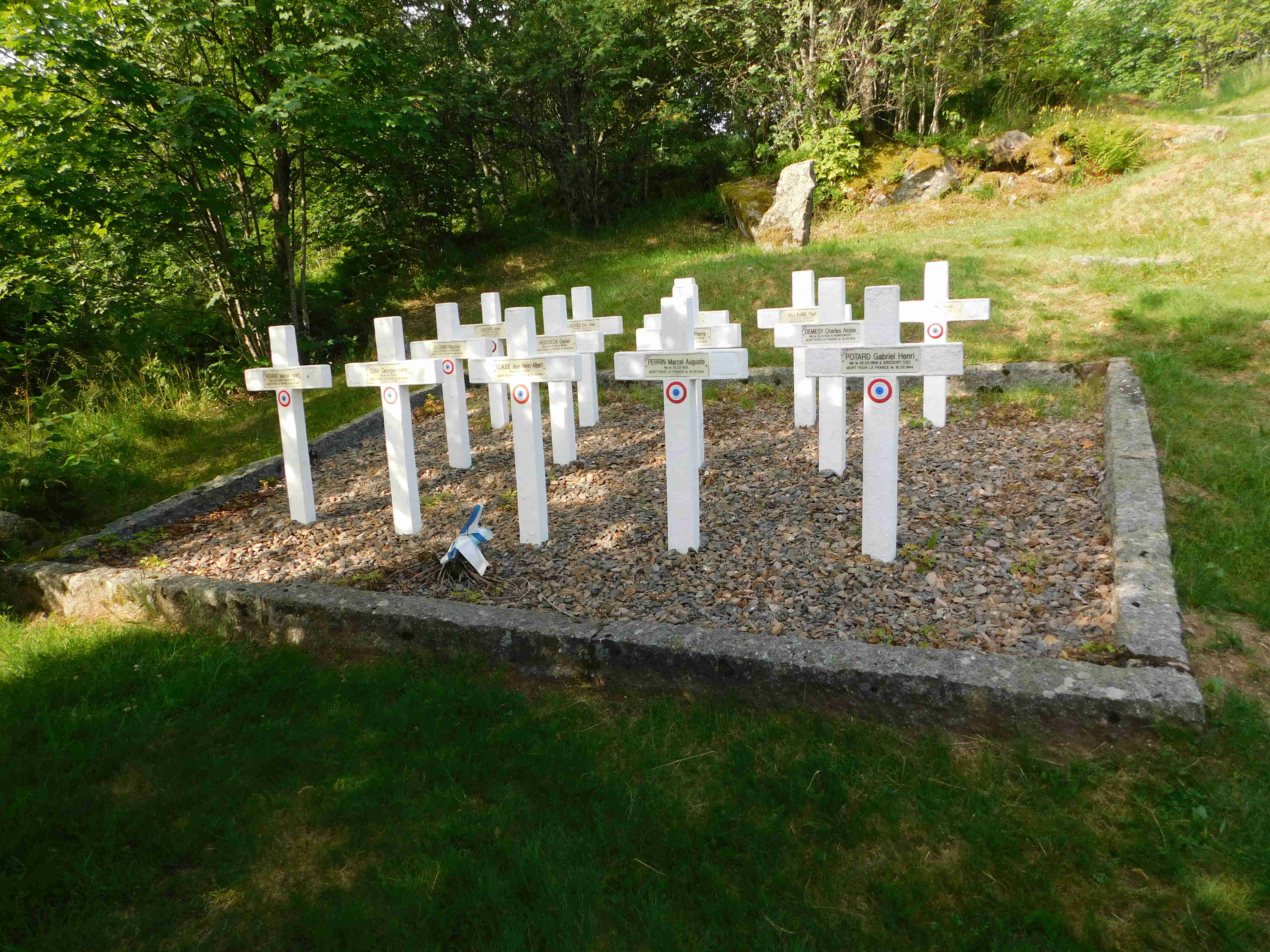
Tombes de résistants à La Brayotte.
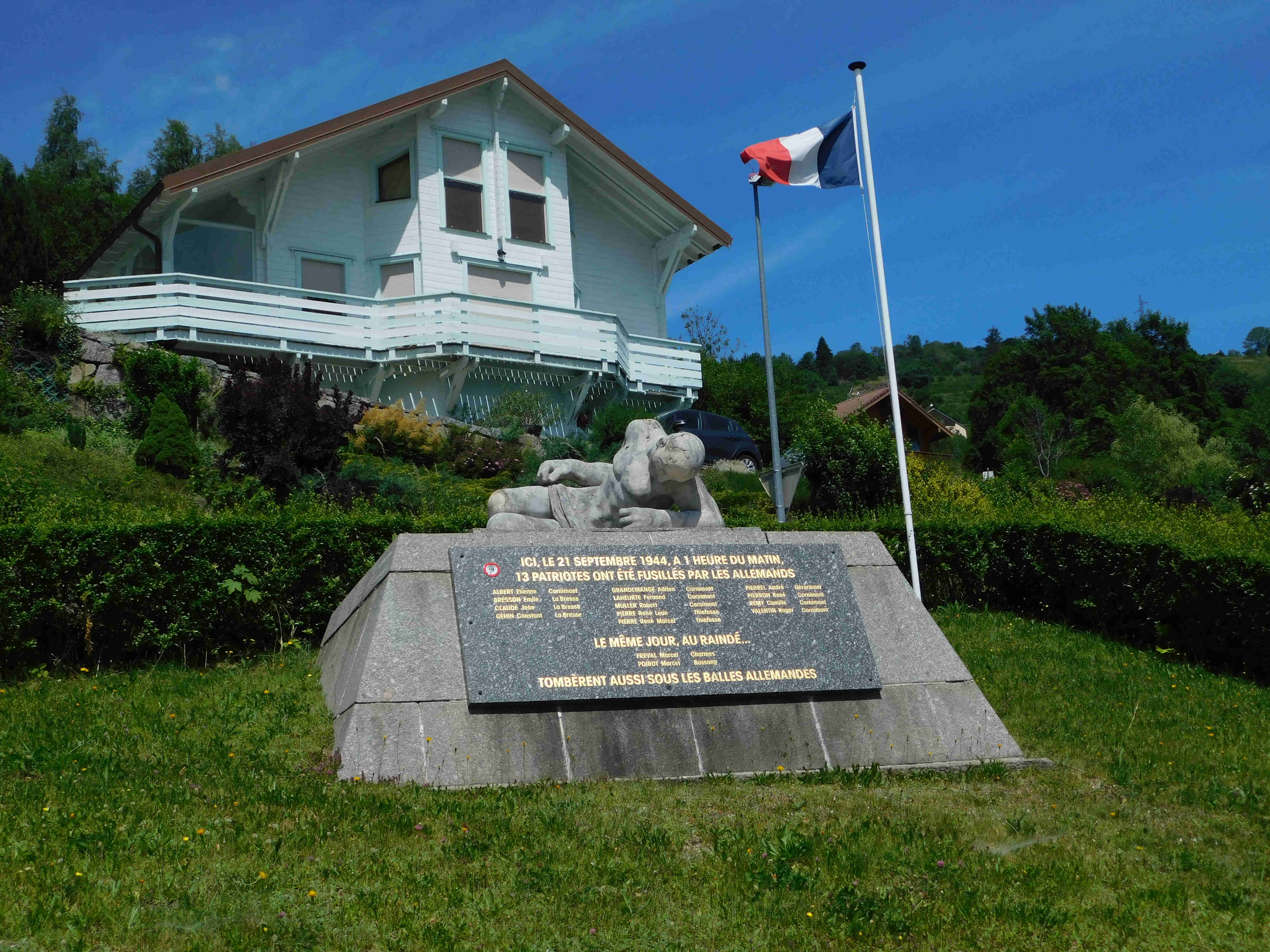
La Bresse : Monuments aux morts au Pre de l'Orme.
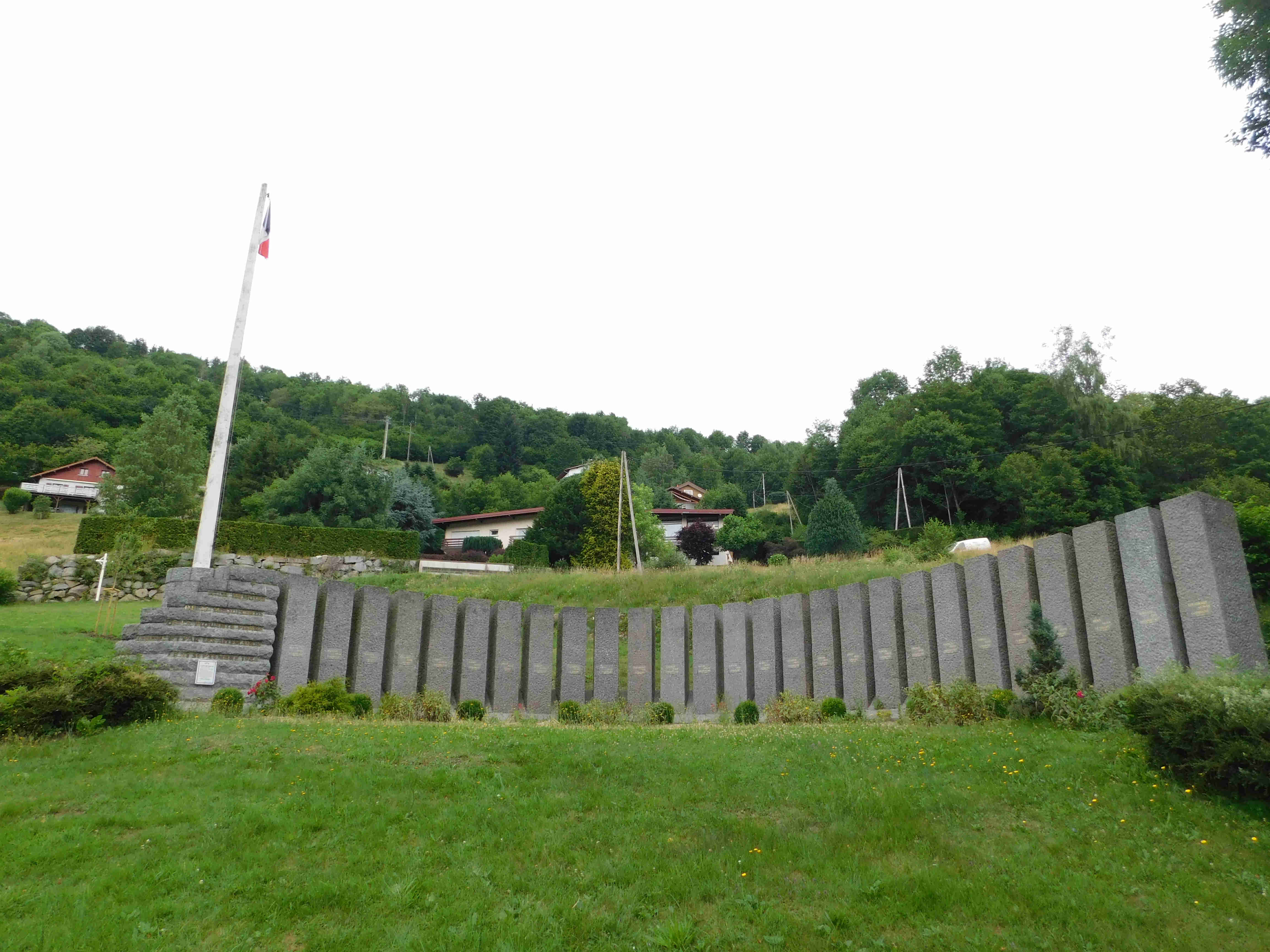
Monument de Les Combes à La Bresse.
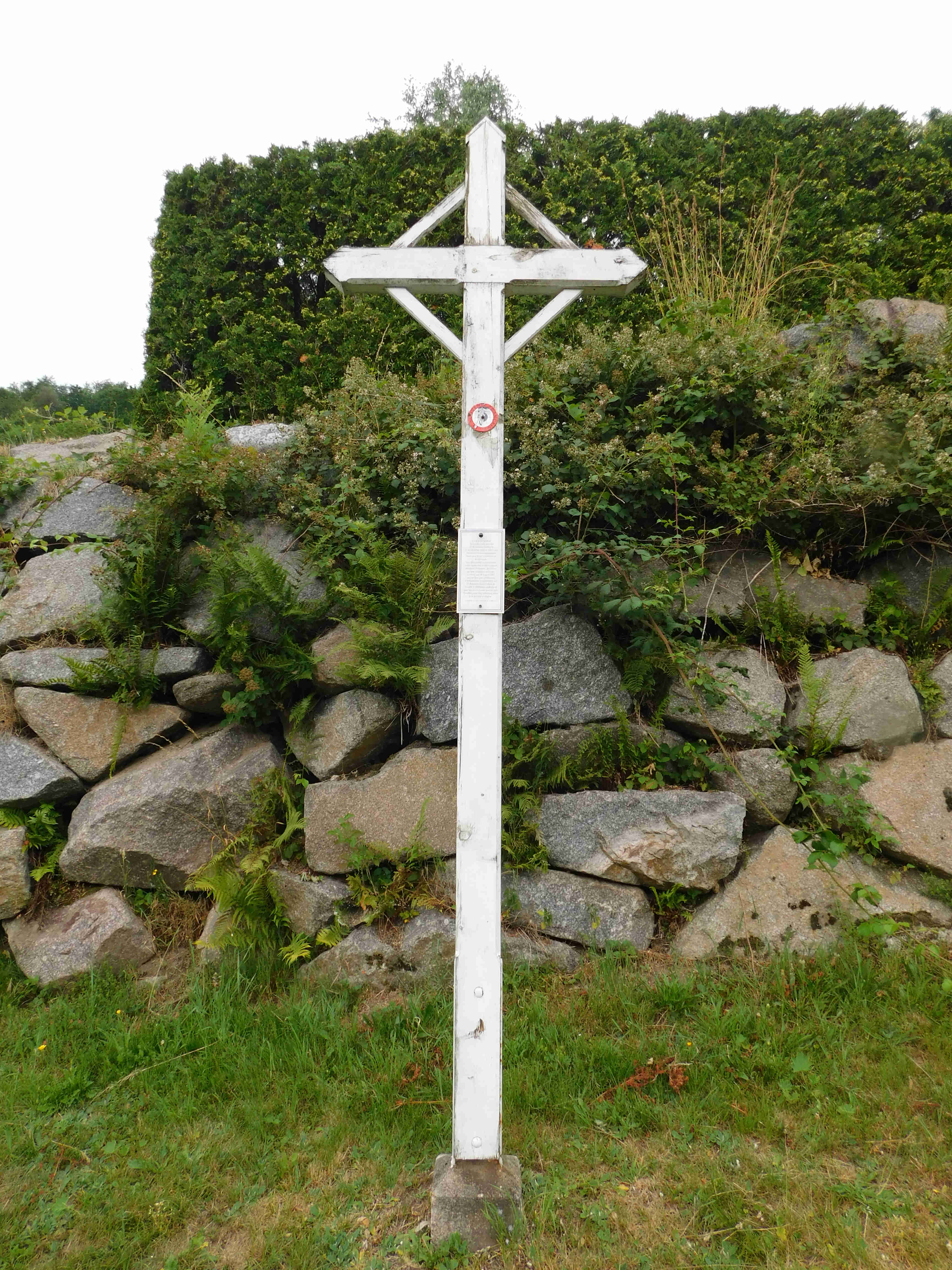
Croix à Les Combes.
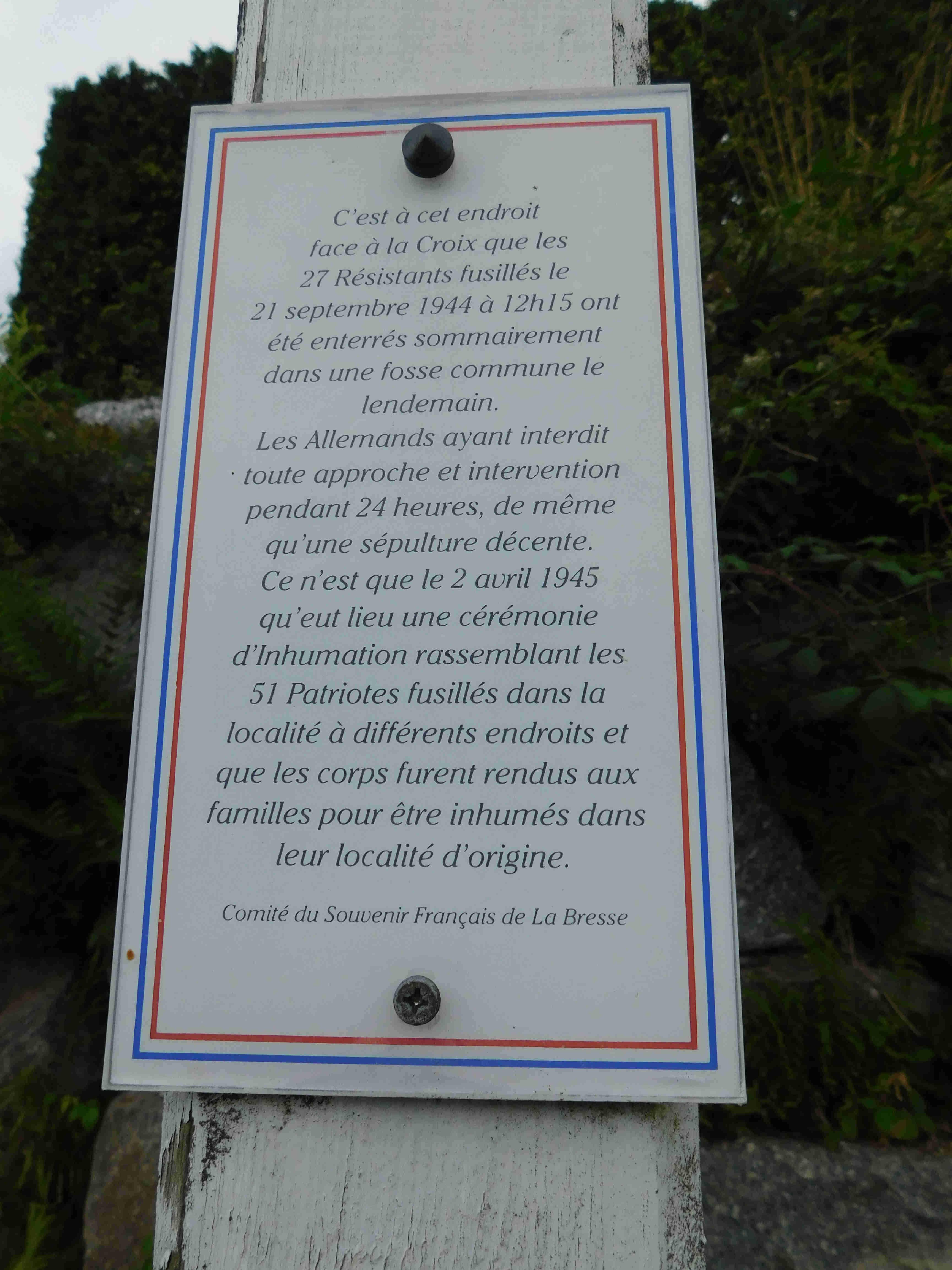
Panneau sur la croix.

## Au cinéma
- Nos patriotes, film de Gabriel Le Bomin (2017) avec Marc Zinga en Addi Bâ, autour du maquis de la Délivrance.